# Feeding off the Mojo
Feeding off the Mojo —en castellano: Alimentándose del mojo— es el quinto álbum de estudio de la banda estadounidense de hard rock Night Ranger y fue publicado en formato de disco compacto por Drive Entertainment en el año de 1995.   Es el único álbum de la agrupación en el que aparece el vocalista y bajista Gary Moon.

## Descripción
El vocalista y bajista Gary Moon grabó este disco en ausencia de Jack Blades.  Además de Moon, Kelly Keagy y Brad Gillis, integrantes de la formación original del grupo participaron en los trabajos de grabación, los cuales se realizaron de 1994 a 1995. La producción de este álbum corrió por parte de David Prater.

## Recepción
En Japón, Feeding off the Mojo se colocó en el puesto 67.º durante una semana en el Oricon Albums Chart en 1995.  En Estados Unidos no entró en ningún listado de popularidad.

## Lista de canciones
| N.º   | Título                                       | Escritor(es)                                                                              | Duración |  |
| 1.    | «Mojo»                                       | Gary Moon / Kelly Keagy / Brad Gillis                                                     | 4:12     |  |
| 2.    | «Last Chance»                                | Moon / Keagy / Gillis / Jeff Paris                                                        | 5:05     |  |
| 3.    | «Try (For Good Reason)»                      | Moon / Keagy / Gillis                                                                     | 3:56     |  |
| 4.    | «Precious Time»                              | Moon / Keagy / Gillis / T. Meagher                                                        | 4:41     |  |
| 5.    | «The Night Has a Way»                        | D. Tyson / C.Ward                                                                         | 4:51     |  |
| 6.    | «Do You Feel Like I Do/Tomorrow Never Knows» | Peter Frampton / Mick Gallagher / Rick Wills / John Siomos / John Lennon / Paul McCartney | 4:53     |  |
| 7.    | «Music Box»                                  | Moon / Keagy / Gillis / S. Isham                                                          | 5:38     |  |
| 8.    | «Longest Days»                               | Moon / Keagy / Gillis / C. Sparks                                                         | 5:01     |  |
| 9.    | «Tell Me I'm Wrong»                          | Moon / Keagy / Gillis                                                                     | 4:36     |  |
| 10.   | «So Far Gone»                                | Moon / Keagy / Gillis                                                                     | 5:15     |  |
| 48:08 |                                              |                                                                                           |          |  |

## Créditos

### Night Ranger
- Gary Moon — voz principal y bajo.
- Kelly Keagy — batería y coros.
- Brad Gillis — guitarra.

### Músicos adicionales
- David Prater — coros y percusiones.
- David Zajicek — guitarra y teclados.
- James Hoover — teclados.
- Jimmy Shortell — teclados.
- Plinky — teclados.

### Personal de producción
- David Prater — productor, ingeniero de audio y mezcla.
- Don Grierson — productor ejecutivo.
- Doug Oberkircher — ingeniero de audio.
- Plinky — ingeniero de audio.
- Flip Osman — ingeniero asistente.
- Steve Regina — ingeniero asistente.
- Sterling Winfield — ingeniero asistente.
- James Hoover — mezcla.
- Tim Kinsey — mezcla.
- Chris Bellman — masterización.
- John Moran — edición y masterización.
- Jerry Tubb — edición.
- Stephen Powers — director creativo.
- Shawn McManus — diseño de arte de portada.
- Ken Davis — diseño.
- Jefrrey Weiss — fotografía.
- Lynne Francy — coordinadora de producción.

## Posicionamiento
| Año  | País  | Lista               | Posición máxima |
| ---- | ----- | ------------------- | --------------- |
| 1995 | Japón | Oricon Albums Chart | 67.º            |